# Rogeria manni
Rogeria manni är en myrart som beskrevs av Santschi 1922. Rogeria manni ingår i släktet Rogeria och familjen myror. Inga underarter finns listade i Catalogue of Life.